# Regroupement universitaire
« PRES » redirige ici. Pour les autres significations, voir Près.
En France, le regroupement universitaire est une démarche entreprise par le ministère de l'enseignement supérieur et de la recherche et les établissements publics d'enseignement supérieur avec pour objectif le renforcement des liens entre les universités et la création de pôles de recherche. À ce jour, le regroupement universitaire a pris plusieurs formes différentes :
- les pôles de recherche et d'enseignement supérieur (PRES), les réseaux thématiques de recherche avancée (RTRA) et les centres thématiques de recherche et de soins (CTRS) créés par la loi de programme pour la recherche du 18 avril 2006, qui facilite la coopération inter-universitaire et met en place des structures de coordination des financements de la recherche. Juridiquement, ces institutions acquièrent le statut d'établissements publics de coopération scientifique (EPCS) ou de fondations de coopération scientifique (FCS) ;
- les communautés d'universités et établissements (COMUE) créées par la loi relative à l’enseignement supérieur et à la recherche, dite "Fioraso", du 22 juillet 2013, qui insère dans le code de l'éducation un chapitre VIIIbis incitant les établissements à se regrouper en vue de leur fusion éventuelle ;
- les établissements publics expérimentaux (EPE) créés par l'ordonnance du 12 décembre 2018 relative à l'expérimentation de nouvelles formes de rapprochement des établissements d'enseignement supérieur.

## Historique

### Contexte
Au cours des années 2000, plusieurs réformes ont pour but de redessiner le paysage universitaire créé par la loi du 12 novembre 1968 sur l'enseignement supérieur. Il s’agit de dépasser les frontières entre les universités, mais aussi entre universités, organismes de recherche et écoles.
Créés en 1991 au statut de groupement d'intérêt public ou d’association, les pôles universitaires européens permettaient la mise en œuvre d’une politique de site. Ils étaient 11 en 2006 et ont été pour la plupart dissous et remplacés par des PRES.
En 2003, le projet de loi de modernisation universitaire de Luc Ferry prévoyait la création d’établissements publics de coopération universitaire (EPCU). Le texte est ajourné mais l’idée est reprise en 2004 avec le rapport des États généraux de la recherche : « Les PRES sont des structures fédératives permettant une lisibilité et une qualité de recherche au meilleur standard international. Cette proposition s’oppose à la notion de pôles thématiques restreints (pôles d’excellence ou de compétitivité) concentrant tous les moyens ; elle ne s’oppose pas à la mise en œuvre de partenariats étroits sur des thématiques spécialisées. Il convient de rappeler que ces partenariats ne peuvent s’opérer que dans un réseau d’échanges et de savoirs déjà existant qui sera renforcé par les PRES »,.

### Période 2005 - 2013
Les années 2005 à 2013 sont caractérisées par deux mouvements :
- le regroupement des universités en pôles de recherche et d'enseignement supérieur, permis par la loi de programme pour la recherche du 18 avril 2006 à l’initiative du gouvernement Dominique de Villepin ;
- une plus grande autonomie institutionnelle et gestionnaire confiée aux universités avec la loi relative aux libertés et responsabilités des universités du 10 août 2007 à l’initiative du gouvernement François Fillon (2) quelques mois après l’élection de Nicolas Sarkozy à la présidence de la République[5].

Dans son rapport annuel de 2011, la Cour des comptes souligne un manque de constance dans l’accompagnement, un trop grand écart avec les organismes de recherche et également une trop grandes dispersion des structures de regroupements (PRES RTRA et CTRS). Elle reproche également des résultats décevants en matière de formation comme de recherche alors que les PRES engendrent une augmentation de dépenses publiques. Les deux réformes se sont faites sans cohérences particulières et l’autonomie a été privilégiée aux regroupements.
C’est aussi le début des fusions entre universités, dont la première a lieu à Strasbourg en 2009. Elles ont pour but affiché une meilleure visibilité internationale. Christine Musselin remarque à ce propos que les cinquante premiers établissements du Classement de Shanghai de 2018 ont en moyenne 28 000 étudiants, ce qui est beaucoup moins que les universités françaises ayant fusionné, qui peuvent atteindre 50 000 étudiants.

#### Pôles de recherche et d'enseignement supérieur
Un pôle de recherche et d’enseignement supérieur est une réunion d’établissements indépendants. Il peut s’agir de structures d’enseignement ou de recherche, privées ou publiques, françaises ou européennes. La seule contrainte est d’avoir au moins un établissement public à caractère scientifique, culturel et professionnel (statut des universités notamment). Des associations ou entreprises peuvent participer au PRES en tant que « membres associés ».
Selon la loi, les PRES peuvent avoir un des statuts suivants : établissement public de coopération scientifique (EPCS, qui sera le statut le plus utilisé), fondation de coopération scientifique (FCS, utilisé par quelques pôles) groupement d'intérêt public (GIP, qui ne sera pas utilisé). L’établissement public de coopération scientifique (EPCS) est une réunion de membres « fondateurs » et « associés ». La création de l’établissement est approuvée par décret. Les EPCS sont administrés par un conseil d’administration, dont les membres sont représentatifs des établissements regroupés. Le recteur d'académie en fait également partie. À partir de la loi du 13 décembre 2010, les EPCS peuvent être habilités à délivrer des diplômes nationaux. Du fait d’une certaine pression du ministère de la Recherche, la plupart des PRES ont adopté le statut d’EPCS. Il a l’avantage de pouvoir porter le plan campus, d’employer des fonctionnaires.
En 2008, le plan campus contribue à créer des PRES ou à renforcer les structures existantes. En 2010 et 2011, les « initiatives d’excellences » des investissements d'avenir s’adressent en priorité en PRES.
Il s’est créé vingt-sept PRES : neuf en 2007, deux en 2008, quatre en 2009, sept en 2010, un en 2011 et les quatre derniers en 2012.

#### Réseaux thématiques de recherche avancée
Un réseau thématiques de recherche avancée est créé pour « conduire un projet d’excellence scientifique dans un ou plusieurs domaines de recherche. Ce projet est mené en commun par plusieurs établissements ou organismes de recherche ou d’enseignement supérieur et de recherche, publics ou privés, français ou européens. D’autres partenaires, en particulier des entreprises, des collectivités territoriales et des associations, peuvent être associés au réseau. ». Le statut juridique prévu (la fondation de coopération scientifique) devait permettre de recueillir des fonds d’origine privée.
Le ministère chargé de la Recherche a lancé un appel à projets le 22 mai 2006 ; et 37 projets ont été déposés. L'évaluation de ces projets a été réalisée par un comité composé de neuf personnalités scientifiques reconnues et présidé par Jean Dercourt, secrétaire perpétuel de l'Académie des sciences. Douze projets ont été retenus ainsi que le projet de réseau des centres thématiques internationaux en sciences humaines et sociales. Les lauréats ont été dévoilés par le Premier ministre le 4 octobre 2006 et présentés par le ministre délégué à l'Enseignement supérieur et à la Recherche le 9 octobre 2006.
Les réseaux ont des objets très différents, et ont vocation à rassembler différentes unités de recherche, et à établir des liens avec les écoles doctorales.
Lorsque les douze premières fondations de coopération scientifique ont été créées en 2006-2007 pour constituer le support juridique des treize RTRA, l’État leur a apporté 201 M€ en capital et leurs fondateurs 54,175 M€. En 2010, la Cour des comptes rapporte que ces capitaux n’ont en général pas augmenté, mais ont au contraire été consommés pour des dépenses de fonctionnement ; seuls Toulouse School of Economics (TSE) et l’École d'économie de Paris ont réussi à attirer des capitaux privés. Le même rapport souligne que ces réseaux sont devenus obsolètes avec les dispositifs prévus par la loi relative aux libertés et responsabilités des universités (LRU) de 2007 (possibilité de créer des fondations universitaires), le contrat doctoral et les investissements d'avenir (Idex, Labex et Equipex).
Les conventions liant l’État et les fondations sont arrivés à échéance en 2012.
Liste des RTRA
- École d'économie de Paris[18]
- Fondation sciences mathématiques de Paris[19]
- Toulouse School of Economics[20]
- Fondation Nanosciences[21]
- Agropolis Fondation[22]
- Sciences et technologies pour l'aéronautique et l'espace[23]
- Centre international de recherche aux frontières de la chimie[24]
- Réseau français des instituts d'études avancées[25]
- Campus Paris-Saclay[26],[27] : deux RTRA : Digiteo-Triangle de la physique, coordination Campus du plateau de Saclay et mise en place Université Paris-Saclay
- École des neurosciences de Paris Île-de-France[28]
- Innovations en infectiologie[29]
- Fondation Pierre-Gilles de Gennes pour la recherche[30]

#### Centres thématiques de recherche et de soins
La loi prévoit que « Un ou plusieurs groupements de coopération sanitaires, un ou plusieurs centres hospitaliers et universitaires ou un ou plusieurs centres de lutte contre le cancer peuvent, en commun avec un ou plusieurs établissements de recherche ou d’enseignement supérieur et de recherche, publics ou privés, français ou européens, décider de regrouper tout ou partie de leurs activités et de leurs moyens dans un centre thématique de recherche et de soins dans le but de conduire ensemble un ou plusieurs projets d’excellence scientifique dans le domaine de la recherche biomédicale […]. Le centre thématique de recherche et de soins est créé par convention entre les établissements et organismes fondateurs. D’autres partenaires, en particulier des entreprises, des collectivités territoriales et des associations, peuvent y être associés. Le centre peut être doté de la personnalité morale sous la forme d’une fondation de coopération scientifique ».
Liste des CTRS
- Voir et Entendre[32]
- FondaMental[33],[34]
- Fondation Imagine[35]
- Centaure[36]
- Synergie Lyon Cancer[37]
- Neurodis[38],[39]
- Recherche et Innovation thérapeutique en cancérologie[40] ,[41]
- PremUp[42]
- Méditerranée Infection[43],[44]

#### Fondations de coopération scientifique
Une fondation de coopération scientifique (FCS) est une association d’établissements d’enseignement supérieur et de recherche, prenant la forme d’une personne morale de droit privé à but non lucratif soumises aux règles relatives aux fondations reconnues d’utilité publique.
Les statuts de la fondation doivent être approuvés par un décret. La fondation de coopération scientifique est administrée par un conseil d’administration composé de représentants de chaque membre fondateur. Il comprend en outre des représentants des enseignants-chercheurs, des enseignants et des chercheurs exerçant tout ou partie de leurs fonctions au sein de la fondation. Les statuts peuvent prévoir la présence de personnalités qualifiées et de représentants de collectivités territoriales ou du monde économique.
Le statut est prévu pour les PRES, RTRA et CRTS, et a aussi été utilisé par des instituts hospitalo-universitaire, instituts de recherche technologique ou un institut d'excellence en énergies décarbonées. Il existe encore des FCS en 2020.
Liste des organisations, hors PRES, RTRA et CTRS, ayant le statut de FCS
- Fondation française pour la recherche en biodiversité[48]
- Fondation maladie d'Alzheimer et maladies apparentées[49]
- Campus Condorcet[50],[51]
- Hippolia[52],[53],[54]
- Fondation pour l'éducation à la science dans le sillage de La Main à la pâte[55]
- ICAN[56]
- Mix Surg[57]
- Institut des neurosciences translationnelles de Paris[58],[59]
- Fondation Maladies rares[60]
- Institut de recherche technologique Jules Verne[61]
- Bioaster[62]
- b<>com[63]
- Fondation Université de Strasbourg[64]
- SystemX[65]
- Railenium[66]
- Matériaux Métallurgie et Procédés[67]
- Institut Paris Saclay Efficacité énergétique[68]
- Aéronautique, espace, systèmes embarqués[69]
- Fondation Rovaltain[70]
- Fondation Bordeaux Université[71]
- Fondation ID+ Lorraine[72]

### Depuis 2013
Le rapport des Assises de l’Enseignement Supérieur, voulu par le nouveau président François Hollande critique notamment le manque de démocratie des PRES, mais ne remet pas en cause l’idée de regroupement des universités.
Dans son rapport de janvier 2013, Jean-Yves Le Déaut propose une nouvelle catégorie d’établissements publics de coopération, les « communautés d’universités », s’inspirant tant du statut des EPCS pour leurs règles de coopération que de celui des EPSCP pour leurs missions et leurs règles de gouvernance.
La loi relative à l'enseignement supérieur et à la recherche du 22 juillet 2013 supprime les PRES, les RTRA, les CTRS et les EPCS, ainsi que la possibilité de « rattachement » à un EPSCP. Chaque établissement public d’enseignement supérieur doit participer à une coordination qui peut être sous la forme :
- d’une fusion d’établissement,
- de la participation à une communauté d'universités et établissements,
- d’une association à un établissement public à caractère scientifique, culturel et professionnel[75].

Un seul contrat pluriannuel d’établissement sera conclu entre le ministre chargé de l’Enseignement supérieur et les établissements regroupés.
Cette loi prévoit que les EPCS déjà constitués deviennent des communautés d’universités et établissements (COMUE) ; le conseil d’administration ayant un an pour rédiger les nouveaux statuts.
Il s’est créé vingt-deux COMUE.
Plusieurs COMUE sont dissoutes en 2020 et 2021, certaines sont remplacées par des établissements publics expérimentaux (EPE) ou des coordinations territoriales.

### Depuis 2018
En 2016, plusieurs candidats à la seconde vague des initiatives d'excellence imaginent des nouvelles formes juridiques d’établissement. Puis un rapport de l’IGAENR à l’automne 2016 propose des pistes d’évolution devant mener à mieux concilier les objectifs de la loi de juillet 2013 et la politique d’excellence. En 2018, selon la Cour des comptes, la plupart des communautés ont une faible valeur ajoutée, et les regroupements portant une initiative d'excellence devraient disposer de compétences propres en matière de recherche et d’enseignement supérieur. De plus, concernant la fusion des universités, celles-ci occasionnent des coûts importants, et ne sont pas suffisantes pour la visibilité internationale.

#### Établissements publics expérimentaux
Ainsi, après l’élection d’Emmanuel Macron, l’ordonnance du 12 décembre 2018, qui n’abroge pas la loi de 2013, permet la création d’établissements publics expérimentaux (EPE). Ces fusions ont pour objectif de rassembler une masse critique suffisante en matière de recherche pour grimper dans le classement de Shanghai.
À titre expérimental pour une durée maximale de dix ans, un établissement public à caractère scientifique, culturel et professionnel peut regrouper ou fusionner des établissements d’enseignement supérieur et de recherche publics et privés, concourant aux missions du service public de l’enseignement supérieur ou de la recherche. Cet établissement expérimente de nouveaux modes d’organisation et de fonctionnement, afin de réaliser un projet partagé d’enseignement supérieur et de recherche défini par les établissements qu’il regroupe. Les établissements regroupés dans l’établissement public expérimental peuvent conserver leur personnalité morale. Ils sont dénommés « établissements-composantes » de l’établissement public expérimental.
Après deux ans, l’établissement peut sortir de l’expérimentation, que ce soit en pérennisant ses statuts ou en demandant qu'il y soit mis fin. Dans le premier cas, il peut en outre demander à devenir un grand établissement. De plus, les communautés d’universités et établissements peuvent expérimenter de nouveaux modes d’organisation et de fonctionnement, et une coordination territoriale peut être assurée par un établissement public expérimental, une communauté d'universités et établissements expérimentale ou, conjointement, par des établissements liés par une convention.
Il existe quatre établissements de ce type en septembre 2019, puis neuf en décembre 2019,,,,, 14 en 2022.

## Liste des PRES, COMUE, EPE et fusions

### Auvergne-Rhône-Alpes
- Clermont-Ferrand : les deux universités et trois écoles d'ingénieurs se regroupent dans un PRES au format d'EPCS en 2008[86]. En 2015, la COMUE est remplacée par une association[87]. En 2017, les deux universités fusionnent en l’université Clermont-Auvergne[88], qui évolue en EPE en 2021[89].
- Grenoble : les trois universités, l'INP et l'IEP se regroupent dans un PRES au format d'EPCS en 2009[90]. En 2013 la COMUE Université Grenoble-Alpes est créée[91] et en 2015, les trois universités fusionnent dans l'université de Grenoble[92]. En 2019, l'université devient un EPE : université Grenoble-Alpes, absorbant la COMUE[93].
- Lyon : les trois universités lyonnaises, l'université de Saint-Étienne, l'école centrale et les écoles normales se regroupent dans un PRES au format d'EPCS en 2007[94]. En 2013, il devient la COMUE Université de Lyon[95].

### Bourgogne-Franche-Comté
- Bourgogne Franche-Comté : les universités de Dijon et de Besançon et leurs partenaires se regroupent dans un PRES au format de FCS Université Bourgogne - Franche-Comté en 2010[96]. La fondation est maintenue et une COMUE est créée en 2015[97]. La COMUE est dissoute en 2024, et deux EPE distincts sont créés, respectivement le 1er décembre 2024 et le 1er janvier 2025 : l'Université Marie et Louis Pasteur, dont le siège est à Besançon et l'Université Bourgogne-Europe, dont le siège est à Dijon.

### Bretagne
- Bretagne : quatre universités et leurs partenaires se regroupent dans un PRES au format d'EPCS l'université européenne de Bretagne en 2007[98]. La COMUE Université Bretagne Loire est créée en 2016[99], avec de plus les universités d'Angers, Le Mans et Nantes. La COMUE est dissoute en 2019[100].
- Rennes : au 1er janvier 2023, six établissements forment la nouvelle université de Rennes[101], que l'université Rennes 2 refuse d'intégrer.

### Centre-Val de Loire
- Centre-Val de Loire : les universités d'Orléans et Tours et quatre écoles d'ingénieurs et de commerce se regroupent dans un PRES au format d'EPCS en 2010[102]. Ces établissements participent brièvement à l'Université confédérale Léonard de Vinci (Centre, Limousin, Poitou-Charentes)[103], puis une COMUE Communauté d'universités et établissements Centre-Val de Loire est créé en 2017[104] et est dissoute en 2019[105].

### Grand Est
- Champagne : les universités d'Amiens et de Reims se regroupent dans un PRES au format d'EPCS Université fédérale européenne Champagne Ardenne Picardie en 2012[106]. L'université de Reims et ses partenaires se regroupent en la COMUE « Université de Champagne » en 2015[107], qui devient une association en 2018[108].
- Lorraine : les deux universités de Nancy et l'INP se regroupent dans un PRES au format d'EPCS en 2007[109], l'université de Metz les rejoint en 2009[110]. Ces établissements fusionnent en 2011 en le grand établissement université de Lorraine[111],[112].
- Strasbourg : les trois universités fusionnent en 2009 en l'université de Strasbourg[113]. En 2015, l'université de Mulhouse s'y associe[114].

### Hauts-de-France
- Amiens : Après avoir été regroupé avec l'université de Reims dans l'université fédérale européenne Champagne Ardenne Picardie[106], plusieurs établissements sont associés à l'université d'Amiens en 2016[115].
- Lille : Six universités et deux écoles d'ingénieurs se regroupent dans un PRES au format d'EPCS en 2009[116]. En 2015, la COMUE Lille Nord de France est créée[117]. En 2017, les trois universités de Lille fusionnent en l'université de Lille[118], qui évolue en EPE en 2022[119],[120].
- Valenciennes : l'université de Valenciennes évolue en EPE : Université polytechnique Hauts-de-France en 2019[121].

### Île-de-France
- Paris: les universités Paris-III, Paris-V et Paris-VII se regroupent dans un PRES au format d'EPCS en 2010 : Paris Cité[122], qui devient une Comue Université Sorbonne Paris Cité entre 2015[123] et 2019[124]. Les universités Paris-V et Paris-VII fusionnent en l'EPE Université Paris-Cité en 2019[125].
- Paris-Lumière : les universités Paris-VIII et Paris-X se regroupent dans un PRES au format d'EPCS en 2012 : Université Paris Lumières[126], qui évolue en COMUE en 2014[127].
- Sorbonne : les universités Paris-II, Paris-IV et Paris-VI se regroupent dans un PRES au format de FCS en 2010 : Sorbonne Universités[128]. La fondation est maintenue et une COMUE est créée en 2015[129], sans Paris-II. En 2018, les deux universités fusionnent[130], la COMUE évolue en association[131],[132].
- Paris Panthéon-Assas : plusieurs établissements dont l'université Paris II se regroupent dans un EPE en 2022[133].
- Paris Sciences et Lettres : plusieurs établissements dont l'ENS Ulm et Paris-Dauphine se regroupent dans un PRES au format FCS en 2010 : l'Université PSL[134], et un EPCS en 2012[135]. L'EPCS évolue en COMUE en 2015[136] et en EPE en 2019[137].
- Cergy : Les universités de Versailles et Cergy se regroupent dans un PRES au format EPCS « Université du Grand Ouest Parisien » en 2012[138]. Des écoles se regroupent dans un PRES au format EPCS Collegium Île-de-France en 2012[139] qui évolue en COMUE Institut polytechnique du Grand Paris en 2014[140] et qui est dissoute en 2018[141]. Après le retrait de l'université de Versailles, la COMUE Université Paris Seine est créée en 2015[142], qui évolue en EPE CY Cergy Paris Université en 2019[143].
- Paris-Est : l'université de Marne-la-Vallée et plus tard par l'université de Créteil se regroupent dans un PRES au format EPCS : « Université Paris-Est »[144], qui évolue en COMUE en 2015[145], puis en COMUE expérimentale en 2020[146]. L'université de Marne-la-Vallée devient l'EPE Université Gustave-Eiffel en 2020[147].
- ParisTech : plusieurs établissements dont l'École polytechnique, l'École nationale supérieure d'arts et métiers, l'École nationale supérieure des mines de Paris forment un PRES au format EPCS : ParisTech entre 2007[148] et 2015[149],[150].
- Paris-Saclay : plusieurs établissements se regroupent dans un PRES au format EPCS : UniverSud Paris en 2007[151]. En 2014, les universités de Paris-XI, Versailles et Evry, et plusieurs écoles dont CentraleSupélec forment la COMUE Université Paris-Saclay[152], qui évolue en EPE en 2019[153].
- Institut polytechnique de Paris : plusieurs établissements dont l'École polytechnique, après scission de Paris-Saclay, se regroupent dans un EPE : Institut polytechnique de Paris en 2019[154].
- Hesam : plusieurs établissements dont l'École nationale supérieure d'arts et métiers et l'École des hautes études en sciences sociales forment un PRES au format EPCS : Hesam Université en 2010[155], qui, après plusieurs retraits et nouveaux membres, évolue en COMUE en 2015[156].
- Campus Condorcet[157],[149],[158], remplacé en 2017 par un établissement ad hoc[159] et le PRES EPCS Consortium national pour l'agriculture, l'alimentation, la santé animale et l'environnement [160], remplacé par l’Institut agronomique, vétérinaire et forestier de France[149],[161].

### Normandie
- Normandie : trois universités et deux écoles d'ingénieurs se regroupent dans un PRES au format d'EPCS en 2011 : Normandie université[162], qui évolue en COMUE en 2014[163] en incluant l'Ecole Nationale Supérieure d'Architecture de Normandie.

### Nouvelle-Aquitaine
- Bordeaux : les quatre universités, trois écoles d'ingénieur et l'IEP se regroupent dans un PRES au format d'EPCS en 2007[164]. En 2014, trois universités fusionnent en l'université de Bordeaux[165], et la communauté d'universités et établissements d'Aquitaine est créée[166]. La COMUE est dissoute en 2020[167].
- Limoges-Poitiers : trois universités et deux écoles d'ingénieurs se regroupent dans un PRES au format d'EPCS en 2010[168]. En 2015, la COMUE Université confédérale Léonard de Vinci est créée[103], avec des établissements du Centre, Limousin jusqu'en 2017[169]. La COMUE est dissoute 2021[170].

### Occitanie
- Montpellier : les trois universités se regroupent dans un PRES au format d'EPCS en 2009[171]. En 2014, rejointes par les universités de Perpignan et Nîmes, elles forment la COMUE Languedoc-Roussillon Universités[172] et deux universités fusionnent en l'université de Montpellier[173], qui évolue en EPE en 2022[174],[175].
- Toulouse : les trois universités et trois écoles d'ingénieurs se regroupent dans un PRES au format d'EPCS en 2007[176], qui évolue en COMUE Université fédérale de Toulouse-Midi-Pyrénées en 2015[177] puis en ComUE expérimentale Université de Toulouse en 2022[178].

### Pays de la Loire
- Angers-Le Mans : les universités de Nantes, Angers, Le Mans se regroupent dans un PRES au format d'EPCS en 2009[179]. En 2016, il se fond dans la COMUE Université Bretagne Loire[99], dissoute en 2020. En 2021 la COMUE expérimentale Communauté d'universités et établissements Angers-Le Mans est créée[180].
- Nantes : les universités de Nantes, Angers, Le Mans se regroupent dans un PRES au format d'EPCS en 2009[179]. En 2016, il se fond dans la COMUE Université Bretagne Loire[99], dissoute en 2020. En 2021 l'université de Nantes évolue en EPE[181].

### Provence-Alpes-Côte d'Azur
- Côte d'Azur : l'université de Nice et ses partenaires forment la COMUE Université Côte d'Azur en 2015[182], qui évolue en EPE en 2019[183].
- Marseille : les trois universités se regroupent dans un PRES au format d'EPCS en 2007[184], puis fusionnent en l'université d'Aix-Marseille en 2012[185],[186]. En 2016, les universités d'Avignon et de Toulon, l'Ecole centrale de Marseille et l'Institut d'études politiques d'Aix-en-Provence sont associés à l'université d'Aix-Marseille[187].